# Daniel Montero Bejerano
Daniel Montero Bejerano (Madrid, 22 de junio de 1978), es un periodista español.

## Trayectoria
Licenciado en Ciencias de la Información en Periodismo en 2001 por la Facultad de Ciencias de la Información de la Universidad Complutense de Madrid, comenzó su carrera como colaborador habitual del diario El Mundo.
Desde 2002 ha realizado diversos trabajos periodísticos sobre proxenetismo, tráfico de personas, delitos económicos y terrorismo, emitidos en Antena 3, Telemadrid, La Sexta o Telecinco.
En 2005 pasó a formar parte de la redacción de la revista Interviú, en la que ha investigó los principales casos de corrupción política y financiera de los últimos años.
En octubre de 2009 salió a la calle su primer libro, titulado La casta. El increíble chollo de ser político en España.
Entre 2015 y 2018, colaboró con El Español y entre 2019 y 2023 formó parte de la plantilla de NIUS, el diario digital que Mediaset España.
En la actualidad forma parte de la sección de investigación de Noticias Cuatro tras la remodelación del área de servicios informativos de Mediaset.

### Programas de televisión
- El programa de Ana Rosa, Telecinco (2011-2023).
- Salvados, La Sexta (2011).
- Más vale tarde, La Sexta.
- Las mañanas de Cuatro, Cuatro.
- 120 minutos, Telemadrid.
- Cuatro al día, Cuatro (2019-presente).
- Vamos a ver, Telecinco (2023-presente).
- Noticias Cuatro, Cuatro (2024-presente).
- Vamos a ver verano, Telecinco (2024-presente).